# Trichopelma coenobita
Trichopelma coenobita là một loài nhện trong họ Barychelidae. Loài này phân bố ờ Venezuela.